# Troglohyphantes boudewijni
Troglohyphantes boudewijni là một loài nhện trong họ Linyphiidae.
Loài này thuộc chi Troglohyphantes. Troglohyphantes boudewijni được Christa L. Deeleman-Reinhold miêu tả năm 1974.